# Сосновка (Новотор'яльський район)
Сосно́вка (рос. Сосновка, марій. Пӱнчэҥер) — присілок у складі Новотор'яльського району Марій Ел, Росія. Входить до складу Пектубаєвського сільського поселення.

## Населення
Населення — 22 особи (2010; 24 у 2002).
Національний склад (станом на 2002 рік):
- марійці — 87 %